# Sinployea planospira
Sinployea planospira foi uma espécie de gastrópodes da família Charopidae.
Foi endémica das Ilhas Cook.